# Eric Klinker
Eric Klinker é um executivo de tecnologia norte-americano, reconhecido como ex-CEO do BitTorrent. Junto com Bram Cohen e outros três capitalistas empreendedores, ele também faz parte do conselho de governadores do BitTorrent. Klinker foi fundamental na formulação de posição do BitTorrent sobre a neutralidade da rede, testemunhando perante a FCC, assim como outros reguladores de telecomunicações do mundo todo. Criado em Ramsey, no estado de Illinois, Klinker é ex-aluno da Universidade de Illinois em Urbana–Champaign e da Escola Naval de Pós-Graduação. Antes de ingressar no BitTorrent, Klinker trabalhou em várias outras empresas, incluindo @Home Network, netVmg e Internap Network Services. Em abril de 2016, Klinker deixou o BitTorrent para cofundar a Resilio Inc. com foco na aplicação da tecnologia BitTorrent nos mercados corporativos e na internet das coisas (loT).